# Bochum Challenger 1994
Il Bochum Challenger 1994 è stato un torneo di tennis facente parte della categoria ATP Challenger Series nell'ambito dell'ATP Challenger Series 1994. Il torneo si è giocato a Bochum in Germania dal 23 al 29 maggio 1994 su campi in terra rossa.

## Vincitori

### Singolare
Hernán Gumy ha battuto in finale  Lars Koslowski 3-6, 6-3, 6-1

### Doppio
Grant Doyle /  Michael Tebbutt hanno battuto in finale  Andrew Florent /  Aleksandar Kitinov 4-6, 7-6, 7-6